# Square de la Porte-de-Vanves
Le square de la Porte-de-Vanves est une voie du 14e arrondissement de Paris, en France.

## Situation et accès
Le square de la Porte-de-Vanves est une voie située dans le 14e arrondissement de Paris. Il débute au 16, avenue de la Porte-de-Vanves et se termine en impasse.

## Origine du nom

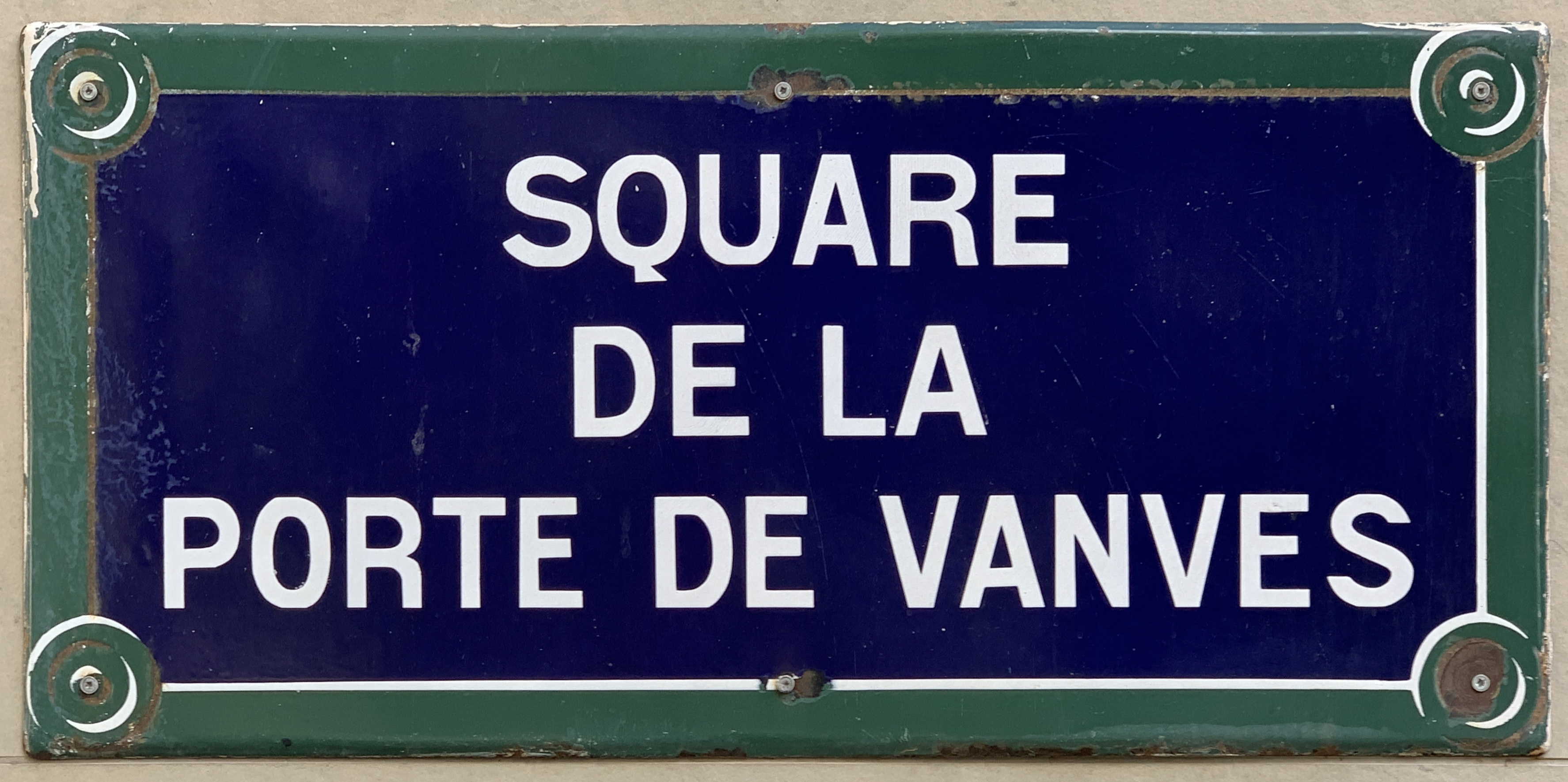
Plaque de la voie.

Il porte ce nom en raison de la proximité de l'avenue de la Porte-de-Vanves.

## Historique
Le square est ouvert en 1955, par la Société anonyme de gestion immobilière, et prend sa dénominations par décret préfectoral du 3 février 1956.